# Strobilanthes microcarpus
Strobilanthes microcarpus är en akantusväxtart som beskrevs av T. Anders.. Strobilanthes microcarpus ingår i släktet Strobilanthes och familjen akantusväxter. Inga underarter finns listade i Catalogue of Life.